# Virginia Slims of Oklahoma 1992 - Doppio
Il doppio del torneo di tennis Virginia Slims of Oklahoma 1992, facente parte del WTA Tour 1992, ha avuto come vincitrici Lori McNeil e Nicole Bradtke che hanno battuto in finale Katrina Adams e Manon Bollegraf con il punteggio di 3–6, 6–4, 7–6(6).

## Teste di serie
1. Lori McNeil /  Nicole Bradtke (campionesse)
2. Sandy Collins /  Elna Reinach (quarti di finale)

1. Jill Hetherington /  Kathy Rinaldi (semifinali)
2. Gigi Fernández /  Robin White (quarti di finale)

## Tabellone

### Legenda
| - Q = Qualificato - WC = Wild card - LL = Lucky loser | - ALT = Alternate - SE = Special Exempt - PR = Protected Ranking | - w/o = Walkover - r = Ritirato - d = Squalificato |